# Foivre
Die Foivre ist ein Fluss in Frankreich, der im Département Ardennes in der Region Grand Est verläuft. Sie entspringt an südlichen Ortsrand von Neuvizy, entwässert generell in südlicher Richtung und mündet nach rund 22 Kilometern im Gemeindegebiet von Givry als rechter Nebenfluss in die Aisne, die hier auf der anderen Flussseite vom Canal des Ardennes begleitet wird.

## Bezeichnung des Flusses
Der Fluss ändert in seinem Verlauf mehrfach seinen Namen:
- Ruisseau de l’Aunaie im Quellbereich,
- Ruisseau de Buissonwé im Oberlauf,
- Foivre im Mittelteil und
- Migny im Mündungsabschnitt.

## Orte am Fluss
(Reihenfolge in Fließrichtung)
- Neuvizy
- Buissonwé, Gemeinde Villers-le-Tourneur
- Le Pas, Gemeinde Vaux-Montreuil
- Wignicourt
- Chesnois-Auboncourt
- Écordal